# 伸臂橋
伸臂橋位於四川省涼山州木里縣查布郎區唐央鄉，文物遺址年代判定為清。2002年12月27日公佈為四川省第六批省級文物保護單位。